# Tropidophorus baviensis
Espèce
Tropidophorus baviensis est une espèce de sauriens de la famille des Scincidae.

## Répartition
Cette espèce est endémique du Viêt Nam. Sa présence est incertaine en Thaïlande.

## Étymologie
Son nom d'espèce, composé de bavi et du suffixe latin -ensis, « qui vit dans, qui habite », lui a été donné en référence au lieu de sa découverte, le mont Ba Vi dans la province de Hà Tây.

## Publication originale
- Bourret, 1939 : Notes herpétologiques sur l’Indochine française. XVII. Reptiles et Batraciens reçus au Laboratoire des Sciences Naturelles de l’Université au cours de l’année 1938. Descriptions de trois espèces nouvelles. Annexe Bulletin Général Instruction Publique, Hanoi, vol. 6, p. 13–34.